# Society for the Prevention of Calling Sleeping Car Porters "George"

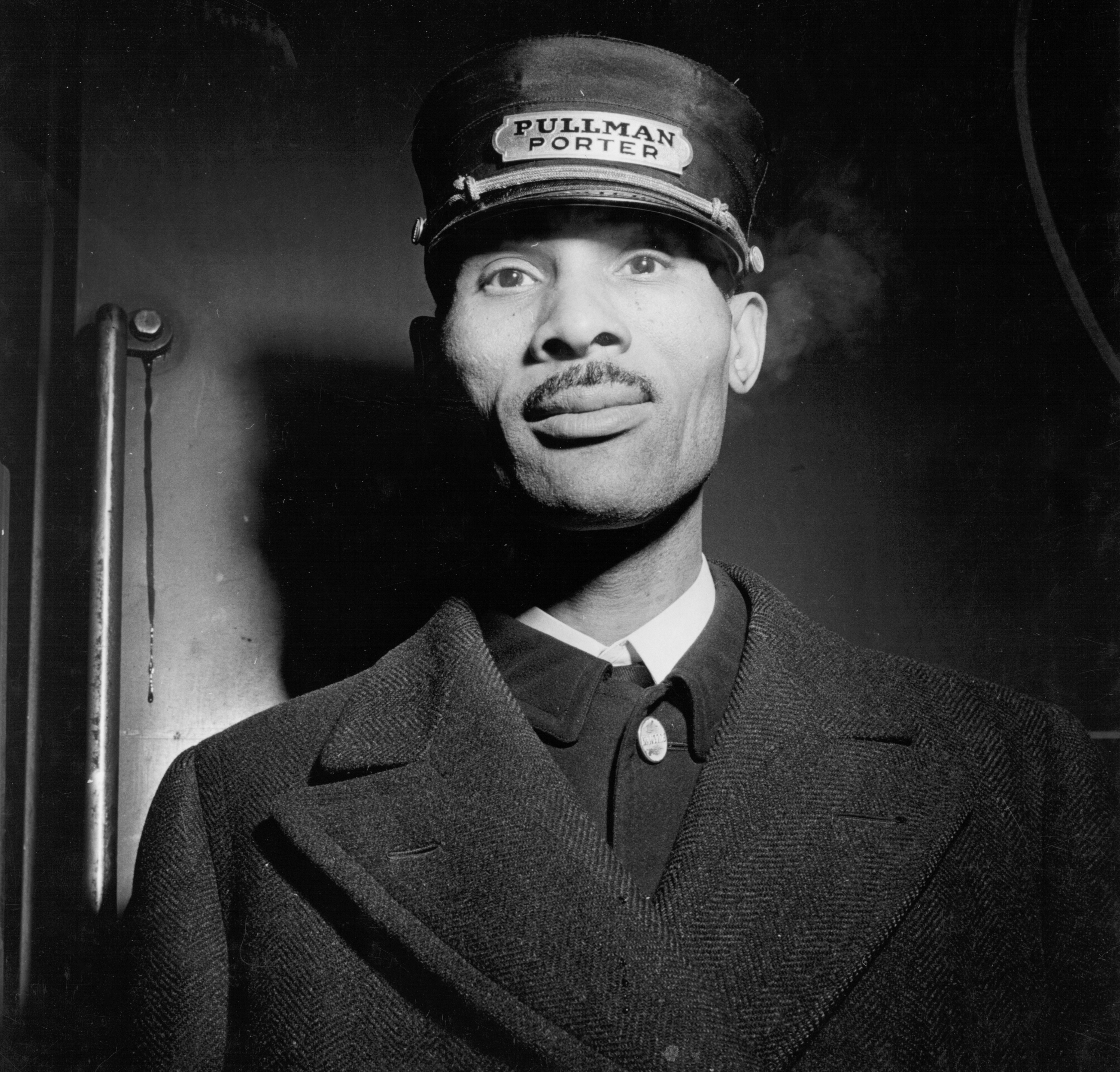
Um carregador de carro-leito Pullman (1943)

A Society for the Prevention of Calling Sleeping Car Porters "George" (SPCSCPG, em português:  Sociedade para a Prevenção de Chamar Carregadores de Carros-Leito de "George") foi fundada como uma piada pelo barão madeireiro George W. Dulany em 1914. A adesão estava aberta a qualquer pessoa cujo nome ou sobrenome fosse George. Seus primeiros membros incluíam o almirante George Dewey, que serviu como o primeiro presidente do grupo, e o escritor George Ade. A secretária de Dulany preencheu e enviou mais de 45.000 cartões de membro para pessoas chamadas "George" em todo o mundo, antes de Dulany se aposentar da vida pública.

## Raciocínio
Na época, os carregadores de vagões-leito nos Estados Unidos eram comumente chamados de "George", independentemente do nome verdadeiro. A denominação pode ter vindo do nome de George Pullman, da Pullman Company, que já fabricou e operou grande parte de todos os vagões-leito na América do Norte. Os carregadores eram quase exclusivamente negros, e essa prática provavelmente derivou do antigo costume de nomear os escravos com o nome de seus senhores, neste caso os carregadores eram considerados servos de George Pullman.
Embora fundado como uma piada, teve efeitos em todos os usuários. Em 1926, o SPCSCPG convenceu a empresa Pullman a instalar pequenos transportadores em cada carro, exibindo um cartão com o primeiro nome do transportador de plantão. Dos 12.000 carregadores e garçons que trabalhavam para Pullman, apenas 362 se chamavam George.
No seu auge, a sociedade contava com 31.000 membros, incluindo o rei George V do Reino Unido, o jogador de beisebol americano George Herman "Babe" Ruth, o senador da Geórgia, Walter F. George, e o político francês Georges Clemenceau.